# Les toits bleus, Rouen
Les toits bleus, Rouen (Nederlands: De blauwe daken, Rouen) is een schilderij van de Franse postimpressionistische kunstschilder Paul Gauguin, geschilderd in 1884, 74 x 60 centimeter groot. Het toont een gezicht op Rouen vanaf de noordkant van de stad. Het schilderij bevindt zich thans in de collectie van het Museum Oskar Reinhart te Winterthur.

## Daken
Vanaf de opkomst van het schilderen en plein air in het midden van de negentiende eeuw werden daken een regelmatig onderwerp in de schilderkunst. Veel kunstenaars hadden hun atelier op een zolderverdieping, niet alleen omdat het goedkoper was, maar vaak ook vanwege de lichtinval. Op de vierde impressionistententoonstelling, de eerste waaraan Gauguin deelnam, exposeerde Gustave Caillebotte twee opvallende gezichten vanuit de bovenetage van zijn woning over een aantal lager gelegen oude huizen. Ook Paul Cézanne experimenteerde in de jaren 1870 en 1880 veelvuldig met de geometrie van daken.

## Gauguin in Rouen
Eind 1883 nam Gauguin ontslag als werknemer bij een effectenmakelaar en koos volledig voor de schilderkunst. Hij verhuisde met zijn gezin naar Rouen, waar het leven goedkoper was dan in Parijs, en hoopte daar via kennissen aan klandizie te komen. Hij huurde een huis aan de noordkant van de stad, van waar in de buurt hij ook zijn Toits bleus moet hebben geschilderd. In zijn Rouense periode schemert voor het eerst iets door van een duidelijk eigen stijl, waar zijn eerdere werk nog sterk onder invloed stond van impressionisten als Camille Pissarro, Paul Cézanne en Armand Guillaumin.

## Afbeelding
Les toits bleus, Rouen toont een stadgezicht vanuit verhoogd standpunt, met de afsnijding van de figuur linksvoor als een soort eigen handelsmerk van Gauguin. Het werk laat nog steeds de invloed zien van zijn impressionistische leermeesters. Op het punt van de vlakverdeling herinnert het aan werken die Pissarro eerder maakte in L'Hermitage, qua geometrie zijn er sterke overeenkomsten met een aantal voorstellingen van Cézanne. De penseelbehandeling van Gauguin is echter duidelijk anders, minder systematisch als die van Pissarro maar ook minder constructivistisch dan Cézanne. Ook zijn kleurschakeringen zijn afwijkend. Het blauw van de leien daken en het geel en oranje van de muren markeren een opvallende oplichting van zijn palet.
De vereenvoudiging van de geometrie in het schilderij preludeert op het gebruik van vlakpatronen die Gauguin later in Bretagne zou uitwerken tot het synthetisme. Les toits bleus kan daarmee gezien worden als een overgangswerk tussen zijn impressionistische periode en zijn geheel eigen stijl die eind jaren 1880 een definitieve vorm zou vinden.

## Invloed en inspiratie

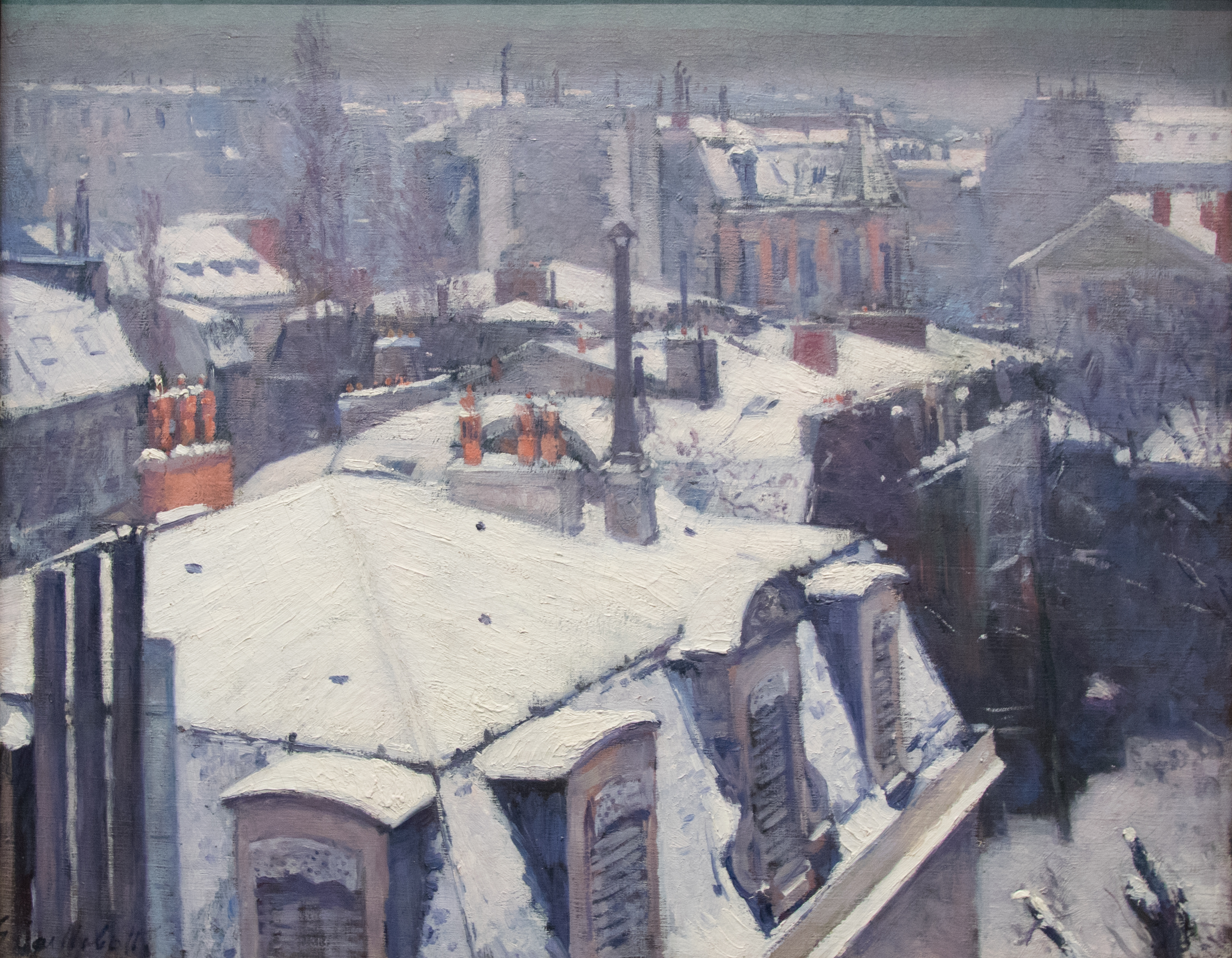
Caillebotte: Vue de toits (effet de neige), 1878
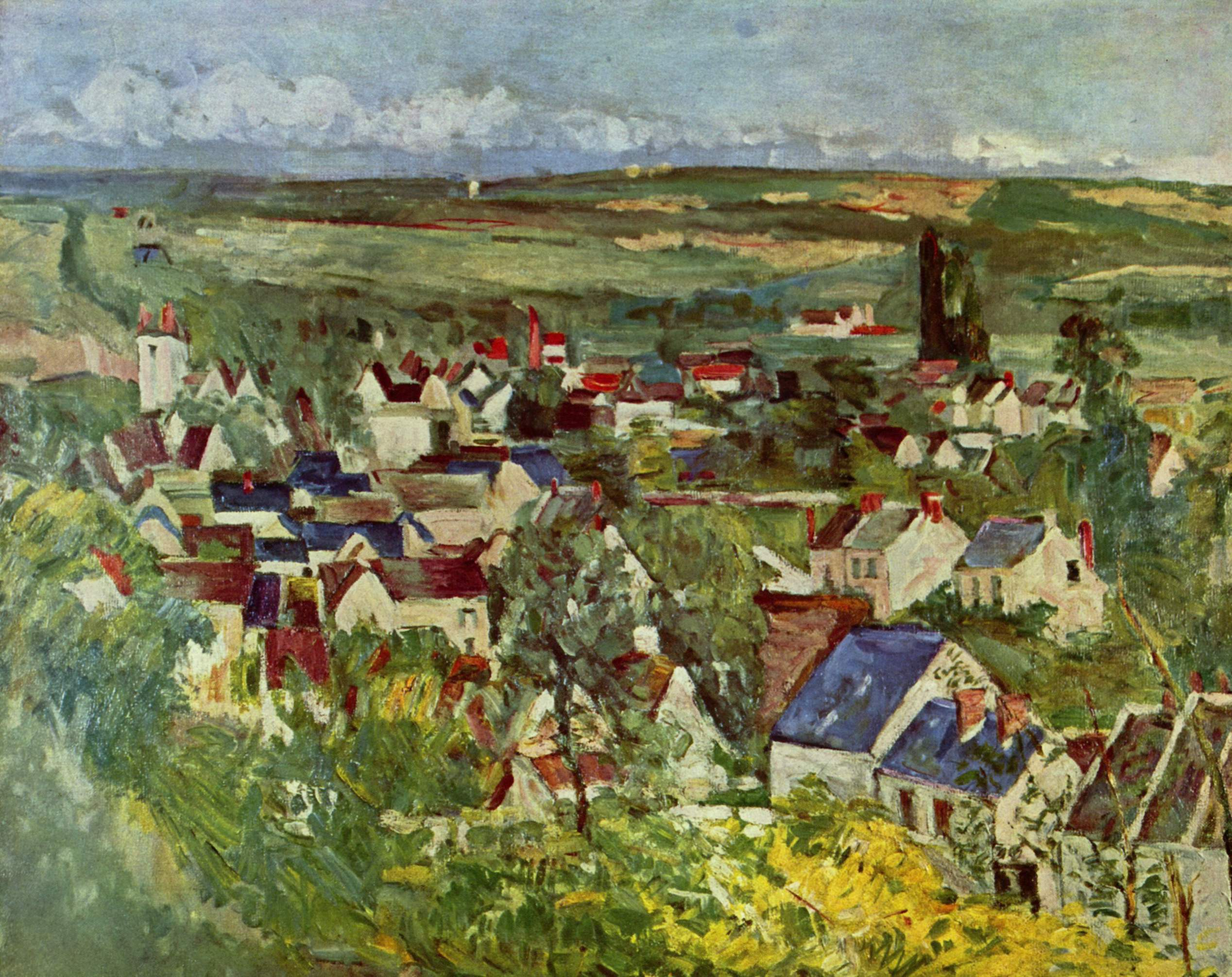
Cézanne: Vue panoramique d'Auvers-sur-Oise, ca. 1874.
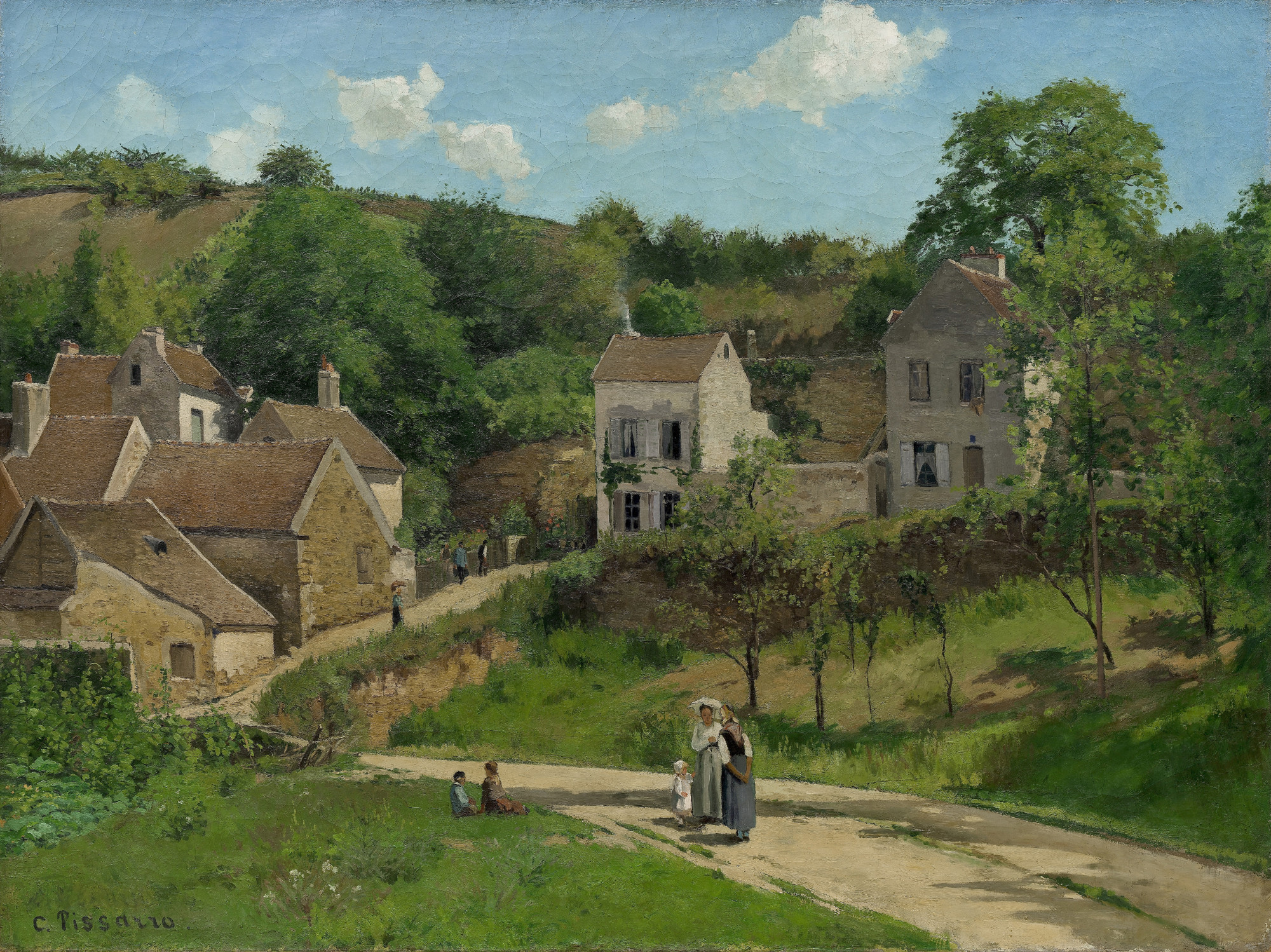
Pissarro: L'Hermitage à Pontoise, 1867.